# Grand Combin
Grand Combin ou Combin de Grafeneire é uma montanha dos Alpes suíços a 4314 m de altitude, situado entre o Vale de Bagnes e o Vale de Entremont, e é o segundo cume mais alto dos Alpes valaisanos. É um pico ultraproeminente com 1517 m de destaque topográfico.
A cresta do Combin é na realidade constituída por três cumes todos com mais de 4000 m pelo que a montanha faz parte dos cumes dos Alpes com mais de 4000 m:
- o Grand Combin de Grafeneire (4314) m, encontra-se ao centro e é o ponto culminante
- o Combin de Valsorey (4184 m) a oeste
- o Combin de la Tsessette (4141 m) a leste

A primeira ascensão teve lugar em 30 de julho de 1859, par Charles Sainte-Claire Deville, com Daniel, Emmanuel e Gaspard Balleys, Basile Dorsaz.